# Enclos Saint-Lazare
Pour les articles homonymes, voir Clos Saint-Lazare.
L’enclos Saint-Lazare, ou clos de Saint-Lazare, est un ancien clos de Paris situé dans l'actuel 10e arrondissement, sur les anciens 3e et 5e arrondissements. Le territoire autrefois occupé par l'enclos est bordé au sud par la rue de Paradis, à l'est par la rue du Faubourg-Saint-Denis, au nord par le boulevard de la Chapelle et à l'ouest par la rue du Faubourg-Poissonnière. 
Il abrite à son origine une léproserie tenue par une communauté religieuse. L’histoire de cette maison Saint-Lazare comporte de nombreuses lacunes, ses archives ont été successivement détruites au cours de la guerre de Cent Ans, pendant les guerres de Religion et lors du pillage du 13 juillet 1789.

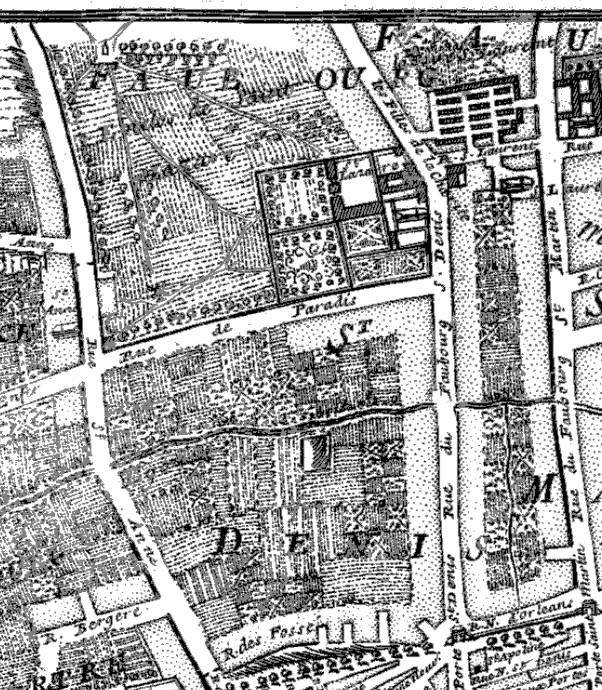
L'enclos Saint-Lazare (partie sud), 1705.

## L'enclos Saint-Lazare, clos et maison Saint-Lazare
L'enclos Saint-Lazare mesure quatre-vingt-douze arpents de Paris soit environ trente-deux hectares. On en trouve mention dès 1110 : « c'était un hôpital de lépreux, sous l'invocation de Saint-Ladre ou Saint-Lazare », patron des lépreux au Moyen Âge.

### Limites du clos
Le clos Saint-Lazare était délimité, approximativement, par la rue du Faubourg-Poissonnière (anciennement appelée "rue Sainte-Anne") à l'Ouest, la rue de Paradis au Sud, la rue du Faubourg-Saint-Denis à l'Est et le clos Saint-Charles au Nord.

Le clos Saint-Charles était délimité approximativement par la rue du Faubourg-Poissonnière à l'Ouest, le clos Saint-Lazare au Sud, la rue du Faubourg-Saint-Denis à l'Est et le chemin de Ronde de la Barrière Saint-Denis au Nord devenu le boulevard de la Chapelle.
La seigneurie Saint-Lazare s'étendait sur l'espace compris entre les voies suivantes, :
- rue du Faubourg-Saint-Laurent (actuelle rue du Faubourg-Saint-Martin) ;
- rue Saint-Laurent ;
- rue du Faubourg-Saint-Denis ;
- rue de Paradis ;
- chemin des Poisonniers (rue du Faubourg-Poissonnière et rue des Poissonniers actuelles) ;
- rue Marcadet ;
- chemin de la Tournelle (actuelle rue Riquet) ;
- chemin des Vertus (actuelle rue d'Aubervilliers) ;
- rue du Château-Landon.

La confrérie possédait également des domaines autour de Paris, notamment à La Villette, Gonesse, Sevran ou Le Bourget.

### Un domaine sous protection royale

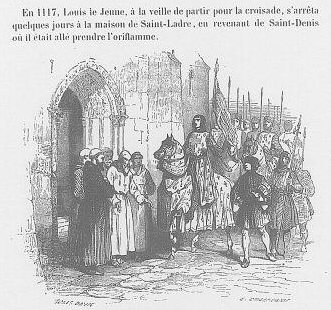
Le roi Louis le Jeune fait une halte à la maison de Saint-Ladre alors qu'il part pour la croisade.

Bien que les archives aient été presque entièrement détruites, il est établi que, dès le IXe siècle, une chapelle existait dans les parages, fréquentée par des lépreux. Un moine de Saint-Martin-des-Champs y fait construire un hôpital auquel Philippe Ier ajouta un moulin et quelques arpents de terre.
Cette léproserie bénéficie de la protection royale : la foire, Saint-Ladre ou Saint-Lazare, est créée en 1110 par Louis VI dit Louis le Gros. Confirmée par Louis VII dit Louis le Jeune, elle sera rachetée en 1183 ou 1181 par Philippe-Auguste, transférée aux Champeaux elle sera à l'origine des halles de Paris, en dédommagement de ce transfert, Philippe Auguste autorisa la léproserie de Saint-Lazare à ouvrir une nouvelle foire dans l'enclos Saint-Laurent mitoyen de Saint-Lazare. 
Cette foire ainsi que la bonne gestion et les nombreuses donations de familles dont un membre s'était fait soigner à Saint-Lazare ou encore les legs des patients qui ne survivaient pas, pendant les croisades les cas de lèpre étaient si nombreux que Saint-Lazare ne désemplissait pas, ont contribué au développement rapide du domaine.
Vers 1147, à l'occasion de son départ pour la deuxième croisade, c'est Louis VII qui va être à l'origine du « logiz du roy » à Saint-Lazare, « logiz » qui servira de halte obligée pour les souverains lors de leur accession au trône,. Les rois et reines y recevaient le serment de fidélité des habitants de Paris. Jusqu’à Louis XV, les corps des souverains après leur décès y sont exposés.
Dès 1179, Saint-Lazare reçoit le droit d’établir un aqueduc à travers ses vignes. Les sources captées par Saint-Lazare provenaient du Pré-Saint-Gervais ou du versant Nord-Est de la colline de Belleville. C'est l'eau de Saint-Lazare qui alimentera les premières fontaines parisiennes.
Dans cet enclos se trouvait un moulin et une ferme, la ferme Saint-Lazare, qui est à l'origine de deux noms de voies actuelles : le passage de la Ferme-Saint-Lazare, dans lequel subsiste un ancien puits à eau, et la cour de la Ferme-Saint-Lazare aménagée le long du principal bâtiment de la communauté.
Dans ces deux voies, on trouve de nombreuses caves voutées du XVIIe siècle.
S'y trouvait également, non loin de l'église Saint-Laurent, l'église Saint-Lazare qui sera démolie en 1823 du fait de son mauvais état. Des souterrains, aujourd'hui murés, conduisaient de l'église Saint-Lazare à l'église Saint-Laurent et de cette dernière au couvent des Récollets.
Elle avait son entrée sur le faubourg Saint-Denis, à l'emplacement de la crêche Paul-Strauss, square Alban-Satragne. Il était d'usage d'y déposer pendant quelques instants le corps des rois décédés avant de les conduire à la basilique Saint-Denis.

### Le premier déclin
Au XVIIe siècle, la lèpre commence à se faire plus rare autour de Paris et le 8 janvier 1632, Adrien Le Bon, de l'ordre des Chanoines réguliers de saint Augustin et prieur de Saint-Lazare, résigne son prieuré en toute propriété à Vincent de Paul (ou Vincent Depaul) pour y loger la Congrégation de la Mission ou Lazaristes.

## La Congrégation de la mission
Le 9 janvier 1632, saint Vincent de Paul et la Congrégation de la mission s'installent durablement dans les bâtiments de l'ancien prieuré Saint-Lazare où ils procèderont à de nombreux agrandissements.

### Saint Vincent de Paul, l’âge d’or du domaine

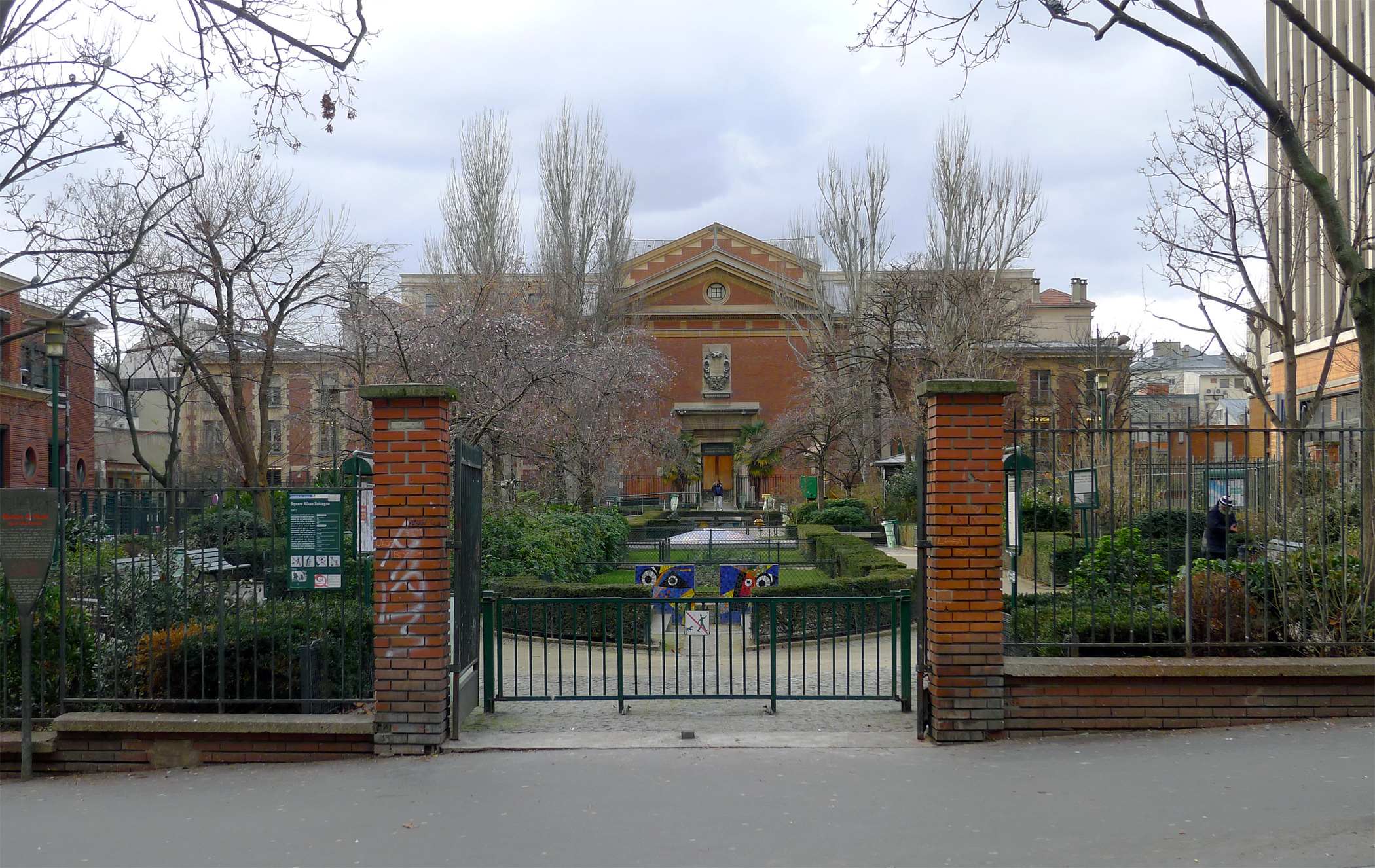
Chapelle de l'ancien hôpital Saint-Lazare, square Alban-Satragne.

À Saint-Lazare, saint Vincent de Paul sera à l'origine en 1633, avec sainte Louise de Marillac dont il était le confesseur, de la création des Filles de la Charité « au service des enfants trouvés et des malades » qu'il installera à partir en  1641 ou 1642 sur la paroisse Saint-Laurent tout à côté de la maison Saint-Lazare.
C'est à Saint-Lazare que saint Vincent de Paul organisera les célèbres « Conférences de Saint-Lazare » ou « Conférences du mardi », tenues tous les mardis à partir de 1633,,, auxquelles participeront, entre autres, le cardinal de Retz, Bossuet, Mgr Godeau et le Père Olier et qui intéresseront particulièrement le cardinal de Richelieu et Louis XIII.
Saint-Lazare deviendra aussi « la prison des fils de famille », Chapelle y sera interné en 1646 et laissera des textes sur Saint-Lazare, qu'on peut lire dans les Œuvres de Chapelle et de Bachaumont dont la Lettre à Monsieur Moreau et la Description de Saint-Lazare.
Entre 1635 et 1660, ce sont près de vingt mille exercitants qui seront reçus à Saint-Lazare, dont Jacques Bénigne Bossuet vers 1652.
Dans la même période, de nombreuses missions à l'étranger seront pilotées depuis la maison Saint-Lazare du faubourg Saint-Denis : Tunis en 1645, Alger en 1646, Madagascar entre 1648 et 1661, Pologne vers 1651.
À l'extrémité nord de l'enclos, on avait construit en 1644 une grande maison appelée maison Saint-Charles ou séminaire Saint-Charles, au no 203 de la rue du Faubourg-Saint-Denis, cette dépendance de la maison Saint-Lazare était occupée par des prêtres convalescents, l'emplacement de ce séminaire et des terrains mitoyens donnera l'appellation clos Saint-Charles.
Vers 1645, saint Vincent fait édifier dans le clos Saint-Laurent, dépendance du prieuré Saint-Lazare, l'hospice des Treize-Maisons pour loger les orphelins, il en confie la gestion aux Filles de la Charité, c'est à l'origine de l'hôpital des Enfants-Trouvés, ces maisons étaient situées rue du Faubourg Saint-Denis entre les nos 132 et 148.
En 1653, saint Vincent établit à l'est de l'enclos, avec Louise de Marillac, l'hospice du Saint-Nom-de-Jésus dans le faubourg Saint-Laurent, hospice de vieillards pour 20 femmes et 20 hommes, qui sera démoli lors de la construction de l'embarcadère de Strasbourg (gare de l'Est), cet hospice est à l’origine de la Maison Dubois qui deviendra l'hôpital Fernand-Widal.
Vincent de Paul est mort à Saint-Lazare, dans sa chambre, dans la nuit du 26 au 27 septembre 1660, il sera inhumé le 28 septembre 1660 dans l'église Saint-Lazare, en présence d'Armand, prince de Conti,, de Jacques Bénigne Bossuet, encore simple archidiacre de Metz, de la Duchesse d'Aiguillon et des filles de la Charité et de leur supérieure, nouvellement nommée, Marguerite Chétif, dans un caveau creusé au milieu du chœur de la chapelle. C'est dans cette même église que se dérouleront, 79 ans plus tard, en septembre 1729, les solennités en l’honneur de la béatification de Vincent de Paul.

### Les lazaristes, la continuité

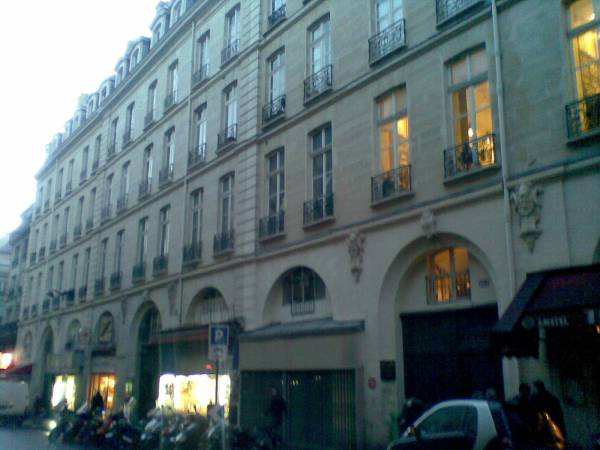
Bâtiments construits par les pères de la Mission le long du faubourg Saint-Denis au début du XVIIIe siècle, 2010.

En 1661, les prêtres de la Mission reprennent la gestion de l'ancienne foire créée sous Louis VI, ils réinstallent cette foire entre Saint-Lazare et le couvent des Récollets, dans l'enclos Saint-Laurent, cela sera la foire Saint-Laurent.
Au début du XVIIIe siècle, les pères de la Mission font construire plusieurs bâtiments le long du faubourg Saint-Denis afin de les louer à des séculiers, ces bâtiments sont toujours visibles aux nos 99, 101, 103 et 105 de la rue du Faubourg-Saint-Denis. C'est sur le mur pignon de l'immeuble du no 105 que l'on peut voir le portrait de saint Vincent de Paul, réalisé en lames d'aluminium par Jean-Pierre Yvaral et installé en 1987.
La Congrégation de la Mission développe de nombreuses et nouvelles activités : accueil de religieux, séminaires, maison de retraite et collège. Les laïcs sont également accueillis à Saint-Lazare. 
Saint-Lazare continue aussi d'être une prison spéciale pour épouses et jeunes débauchés enfermés à la demande de leur famille, aliénés, prêtres indisciplinés,.
Tout ceci permet un essor considérable du domaine de 1632 à la veille de la Révolution.

## Le déclin et la disparition sous la Révolution

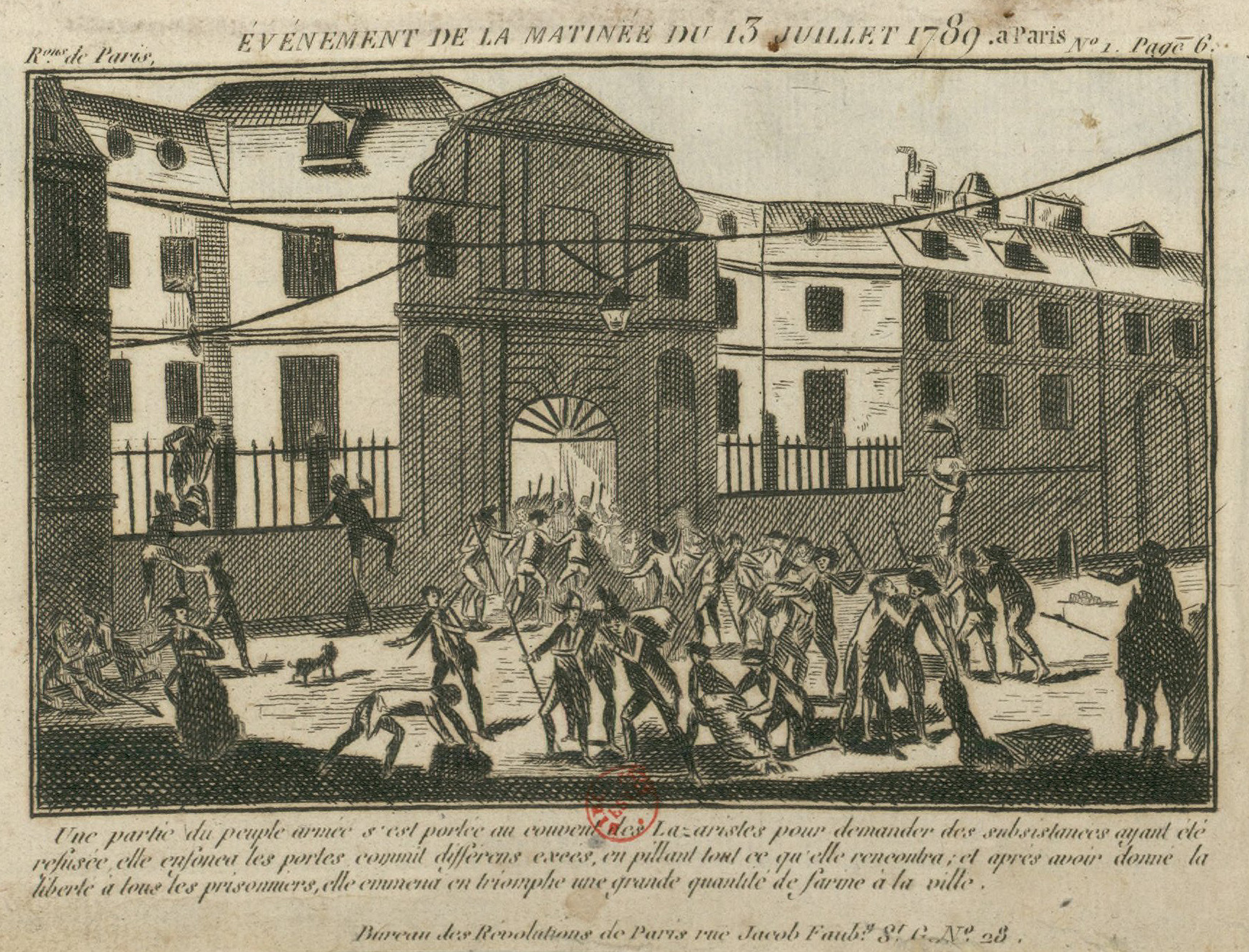
Sac de Saint-Lazare, 1789.

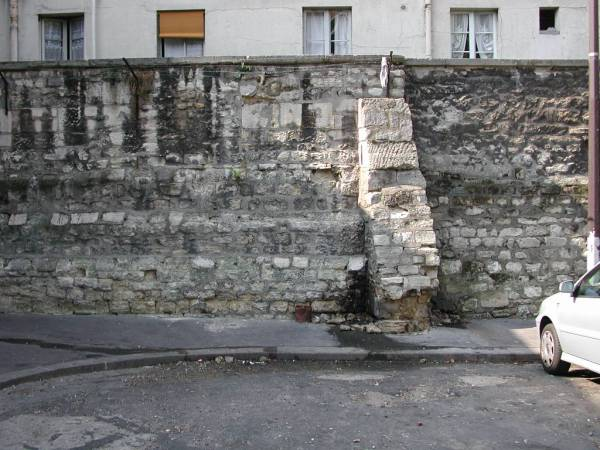
Vestige d'un mur de l'enclos Saint-Lazare, 2004.

La nuit du 12 au 13 juillet 1789 et presque toute la journée du 13 juillet, la maison Saint-Lazare est totalement pillée et saccagée, à l'exception de l’église, à la suite d'une rumeur selon laquelle des grains et des armes y seraient stockés ; on y trouvera du blé mais pas d'armes, c'est le « sac de Saint-Lazare »,. 
Une des plus belles bibliothèques de Paris va disparaître, l'abbé Lebeuf fait état de 18 à 20000 volumes « enlevés, déchirés ou brûlés ».
Le 6 août 1791, une loi ordonne qu'on installe à Saint-Lazare l'École des ponts et chaussées, cette loi ne sera jamais appliquée,.
En 1792-1793, les Lazaristes sont dispersés en application du décret de la Convention sur la suppression des Ordres religieux. En 1794, un autre décret de la Convention reconnaît Saint-Lazare comme prison.
La maison Saint-Lazare est convertie en prison sous la Terreur, elle est cédée au département de la Seine par un acte du 9 avril 1811.
Le domaine de Saint-Lazare est le plus vaste enclos de Paris à la fin du XVIIIe siècle,, il est estimé à plus de 60 hectares au milieu du XVIIIe siècle et à plus de 52 hectares en 1789.
Les lotissements du domaine qui vont suivre la révolution attirent les spéculateurs, on citera Claude-Martin Goupy, entrepreneur, fils de l'architecte Martin Goupy, dont il héritera de l'office, qui négocia des terrains avec les Lazaristes, dont celui de la caserne de la Nouvelle-France.
Dans le cadre du lotissement du faubourg Poissonnière, Claude-Martin Goupy a aussi négocié des terrains de la communauté des Filles-Dieu, mitoyenne de l'enclos Saint-Lazare, dont il était entrepreneur. Ces transactions se sont faites « moins bien » qu'avec les Lazaristes, en effet, les Filles-Dieu délaissèrent presque tout leur terrain à titre de bail emphytéotique... ce qui fera l'objet d'un long procès entre les Filles-Dieu et Claude-Martin Goupy.

## Le lotissement et l’urbanisation duXVIIIeauXXesiècle

### Les casernes
La première caserne dite de la Nouvelle-France avait été construite sur un terrain rue du faubourg Poissonnière au no 76, acheté par Claude-Martin Goupy en 1770 aux religieux de Saint-Lazare et elle faisait encore partie du patrimoine de la famille Goupy en 1822, année où elle a été adjugée par licitation du Tribunal de la Seine. Claude-Martin Goupy louait cette caserne à l'année aux Gardes-Françaises.
La nouvelle caserne a été construite entre 1932 et 1941 par la ville de Paris, aux nos 80 et 82 rue du faubourg-Poissonnière, sur le mur situé au no 80, les sculptures proviennent de l'entrée de l'ancienne caserne des Gardes-Françaises construite en 1772.
Une voie privée fut également créée par Claude-Martin Goupy à cet emplacement : une partie absorbée par la rue d'Hauteville, l'autre devenue rue des Messageries.

### Nouveau quartier Poissonnière et l'église Saint-Vincent-de-Paul

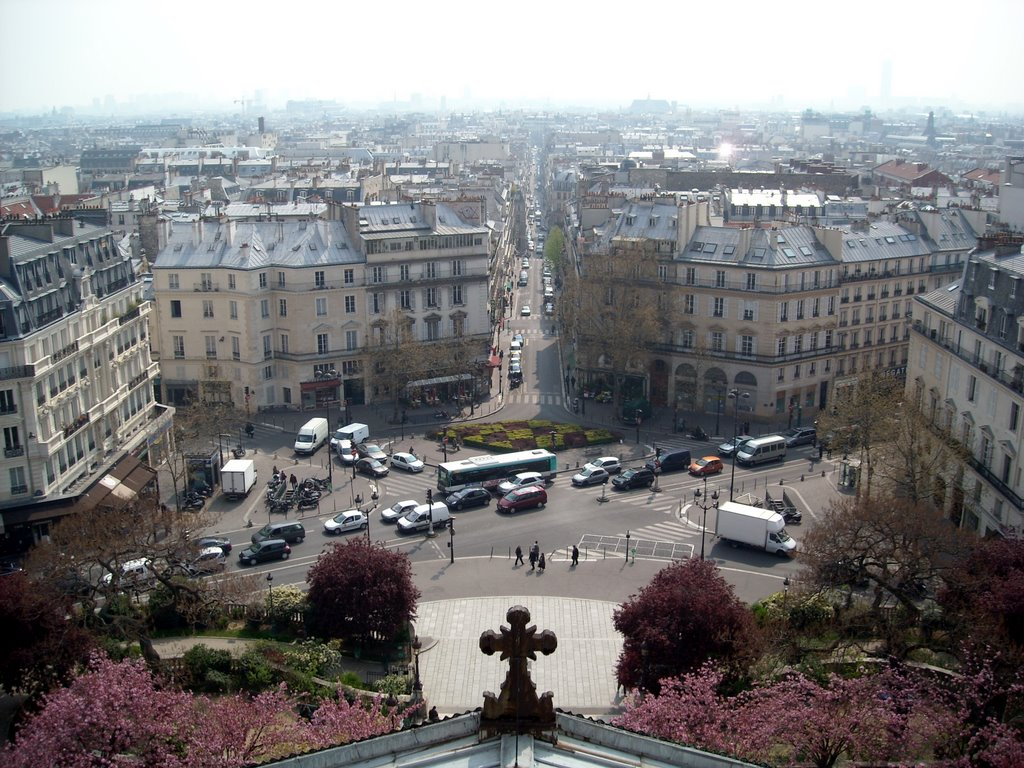
Place Franz-Liszt vue depuis la terrasse de l'église Saint-Vincent de Paul, 2008.

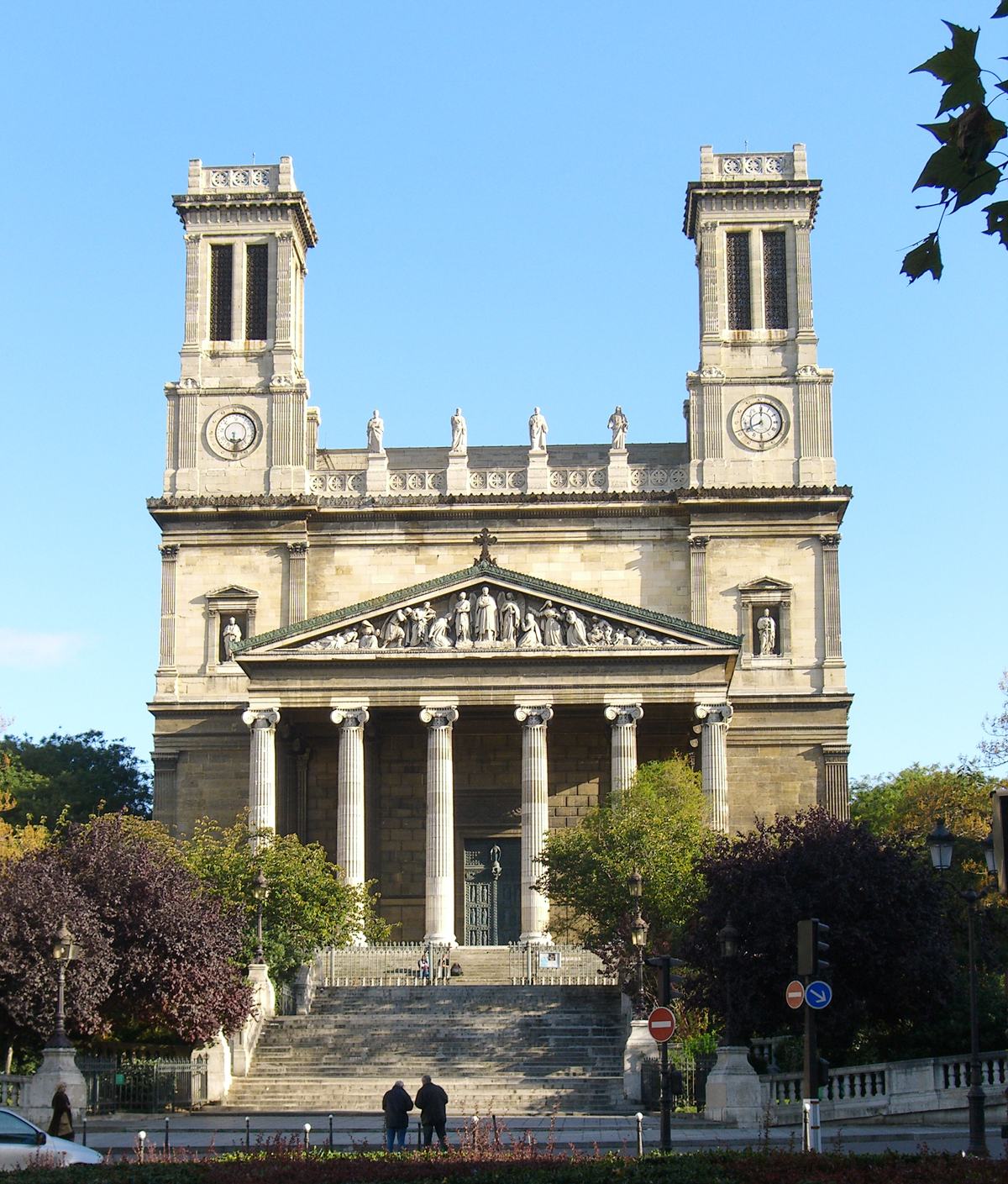
Église Saint-Vincent-de-Paul place Franz-Liszt, 2007.

Le nouveau quartier Poissonnière est un lotissement de la partie du clos Saint-Lazare limitrophe de la partie du quartier Poissonnière urbanisée sur les terrains de la communauté des Filles-Dieu au cours de la deuxième moitié du XVIIIe siècle sous l'impulsion de l'architecte Claude-Martin Goupy qui construisit plusieurs hôtels particuliers, notamment au no 50 de la rue du Faubourg-Poissonnière l'hôtel-Cardon construit vers 1773-1774 pour le sculpteur et directeur de l'Académie de Saint-Luc Nicolas-Vincent Cardon, et au no 52 de la rue du faubourg Poissonnière un hôtel construit vers 1775 pour le peintre-décorateur Pierre-Hyacinthe Deleuze également de l'Académie de Saint-Luc. Ce lotissement du XVIIIe siècle jouxtait le quartier de la Nouvelle France créé au milieu du XVIIe siècle entre les actuelles rue de Bellefond et rue Bleue.
En 1821, le département cède une partie de l'enclos Saint-Lazare à un groupe de financiers, la Compagnie du Nouveau Quartier Poissonnière, dans le cadre d'un projet d'aménagement du quartier autour de la place Charles-X qui devint la place Lafayette en 1830 puis la place Franz-Liszt de 1962 à aujourd'hui.
C'est d'abord une société en participation créée en 1821 par les banquiers André & Cottier et Laffitte avec l'architecte Constantin et le représentant du duc de Bassano, Lenoir. Après quelques remaniements, un autre banquier, Moisson-Devaux, s'ajoute au groupe. En 1825, les participants changent la forme de leur société et créent une société anonyme, la Société du nouveau Quartier Poissonnière dans laquelle on trouve André & Cottier, Jacques Laffitte et Cie, Hugues-Bernard Maret duc de Bassano, Auguste Constantin, Dominique Lenoir et Amédée-Ferdinand Moisson de Vaux (gendre de Mme Tallien et grand-père de Raoul de Vaux).  
L'architecte Achille Leclère donne les plans, la construction de l'église Saint-Vincent-de-Paul est confiée dans un premier temps à l'architecte Jean-Baptiste Lepère et la construction commence en 1824 mais ne sera achevée par son gendre, l'architecte Jacques Hittorff qu'en 1844. 
De nouvelles voies sont alors créées par la Compagnie du Nouveau Quartier Poissonnière puis la Société du nouveau Quartier Poissonnière et par d'autres investisseurs privés :
- en 1822, la rue de Chabrol pour relier la rue du Faubourg-Saint-Denis et la rue du Faubourg-Poissonnière sur les anciens jardins des lazaristes, voie créée par le comte Charpentier, propriétaire de la partie méridionale du Clos Saint-Lazare, à la suite d'une ordonnance royale du 22 mai 1822[70]
- en 1823, la rue Charles-X, partie actuelle de la rue La Fayette située entre la rue du Faubourg-Poissonnière et la rue du Faubourg-Saint-Denis (ordonnance de 1822)
- en 1825, la rue du Delta actuellement partie Est de la rue de Valenciennes
- en 1826, la rue d'Hauteville sera prolongée entre la rue des Messageries et la place Franz-Liszt
- en 1827, la rue de l'Abattoir, actuellement partie Est de la rue de Dunkerque, qui desservait l'abattoir de Montmartre)
- en 1827, la rue du Gazomètre, actuellement partie de la rue d'Abbeville, qui rejoignait l'usine à gaz de la rue du Faubourg-Poissonnière
- en 1827, la rue de la Barrière-Saint-Denis devenue, en 1847, rue de Denain elle-même absorbée, en 1859, par le boulevard de Denain
- en 1827, la rue du Chevet-de-l'Église devenue rue de Belzunce
- en 1827, la rue de la Barrière-Poissonnière qui deviendra la rue du Nord en 1833, elle-même absorbée par le boulevard de Magenta
- en 1827, la rue des Jardins-Poissonnière, actuellement rue de Rocroy
- en 1827, la rue des Petits-Hôtels, qui doit son nom aux petits hôtels symétriques qui y furent alors construits[71]
- en 1827, la rue latérale Est de l'église Saint-Vincent-de-Paul devenue rue Fénelon
- en 1827, la rue latérale Ouest de l'église Saint-Vincent-de-Paul devenue rue Bossuet
- en 1827, la rue des Magasins, devenue rue de Saint-Quentin, qui partait à l'origine de la rue de Chabrol[72]
- en 1827, une partie de la rue Saint-Vincent-de-Paul.

La société ne réussit à vendre qu'un cinquième des terrains acquis et fut mise en liquidation en 1828, opération qui durera jusqu'en 1860. L'urbanisation du quartier le long des nouvelles voies fut donc assez lente.

### Les gares

#### Première et deuxième gare du Nord

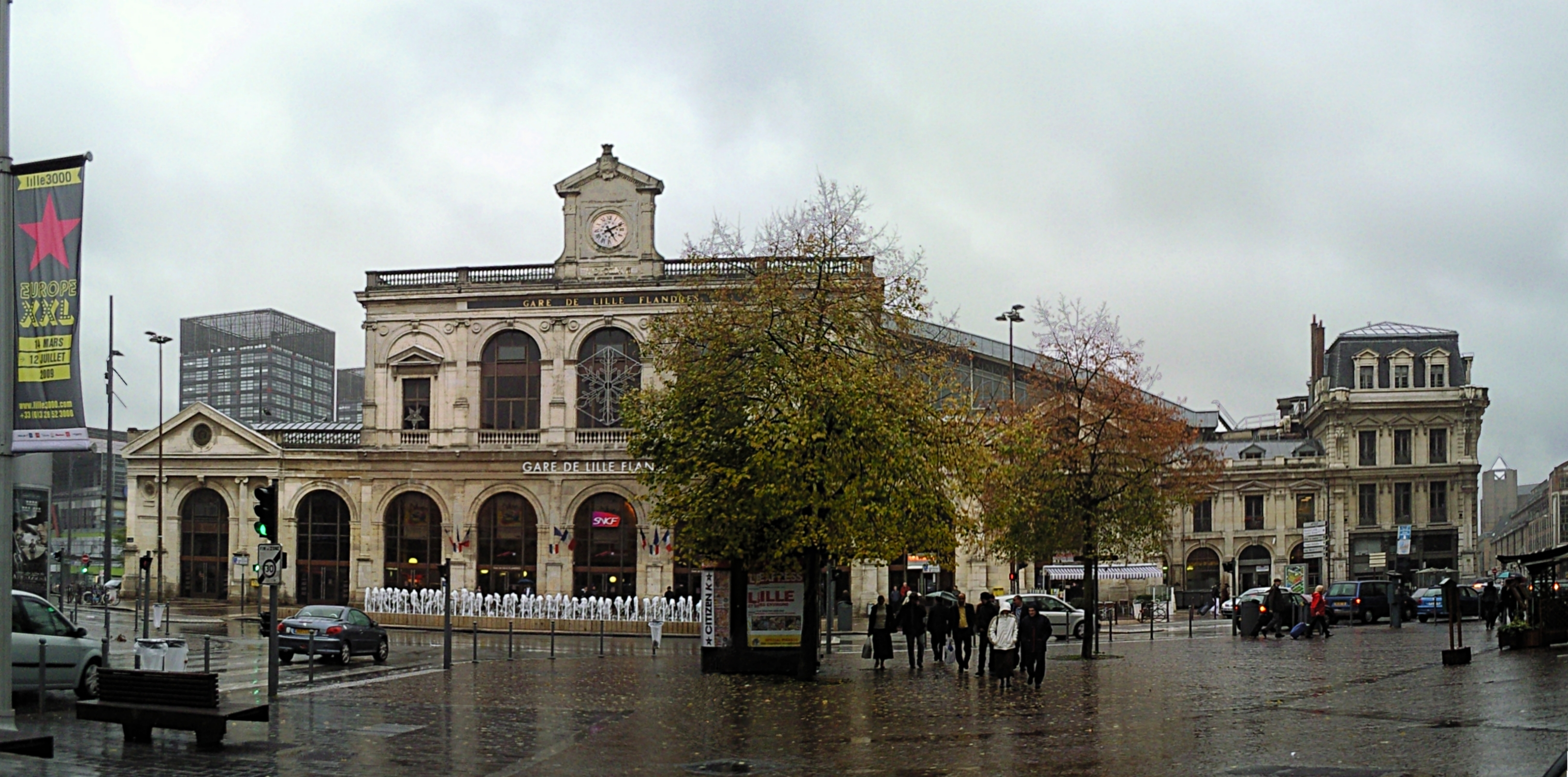
Façade de la gare de Lille-Flandres qui fut celle de la première gare du Nord, 2008.

La première gare du Nord est inaugurée le 14 juin 1846 sur 3 hectares des anciens terrains du clos Saint-Lazare et de sa dépendance du clos Saint-Charles, sa façade sera démontée onze ans plus tard pierre par pierre et remontée à l'identique à Lille, gare de Lille-Flandres.
La seconde et actuelle gare du Nord est achevée en 1865 sous la direction de l'architecte Jacques Hittorff. 
Les constructions des deux gares du Nord ont été financées par la Compagnie des chemins de fer du Nord créée en septembre 1845 par le banquier James de Rothschild.

#### Gare de l'Est

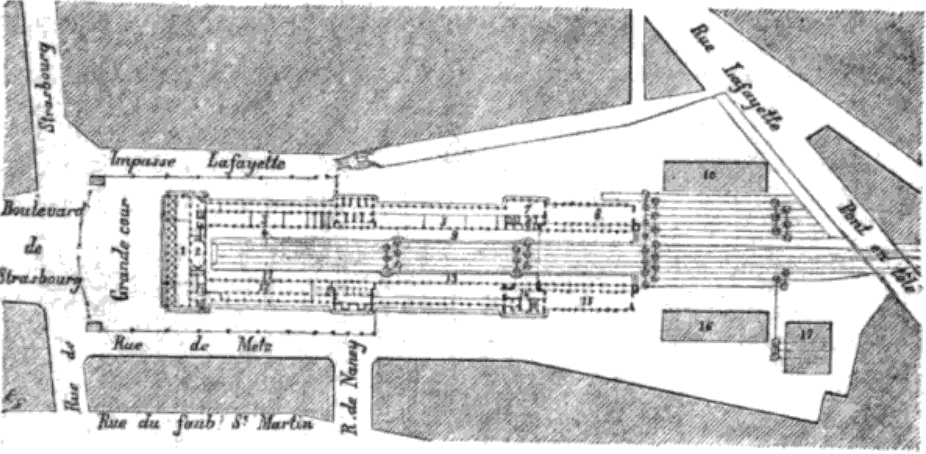
Plan de la gare de Paris Est vers 1860.

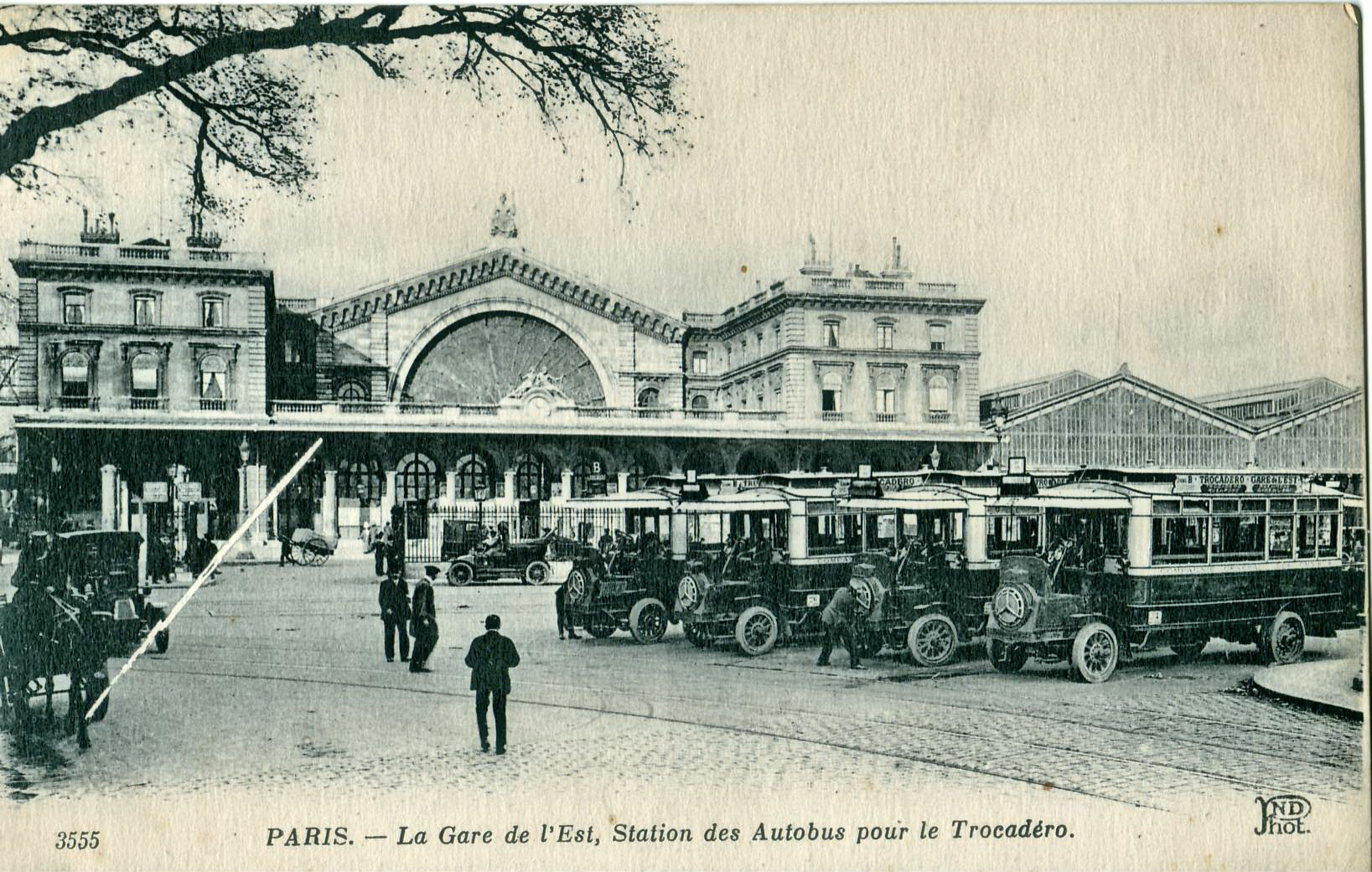
Gare de l’Est, avant 1921.

La future gare de l'Est est ouverte en 1849 par la Compagnie de Paris à Strasbourg sous le nom d'« embarcadère de Strasbourg ». 
Elle est édifiée sur les terres de l'ancien clos Saint-Laurent et est construite à partir des plans de l'architecte François-Alexandre Duquesney et de l'ingénieur Pierre Cabanel de Sermet.

« Le Clos est borné au midi par la rue du Paradis et la Caserne Poissonnière ; à l'est par la rue du Faubourg-Saint-Denis, à l'ouest par celle du Faubourg Poissonnière. Une dépendance s'en détache, l'enclos Saint-Charles, du côté du Faubourg Saint-Denis, et se prolonge jusqu'à la hauteur de l'ancienne barrière. Mais déjà depuis longtemps on avait pris sur l'enclos les terrains affectés à la foire Saint-Laurent qui figurent de l’autre côté de la rue du Faubourg-Saint-Denis [...]. Cette rue depuis 1520 traverse les terrains de l'enclos qu’elle devait plus tard limiter à l'est. Polarisation du territoire et développement urbain les gares du Nord et de l'Est et la transformation de Paris au XIXe siècle. Une étude sur l'instauration et l'évolution des rapports entre les acteurs des grands aménagements ferroviaires urbains, première étape (1830-1870) »

Les travaux commencent en 1847 et Napoléon III l'inaugure en 1850. Elle ne prendra le nom de gare de l'Est qu'en 1854, après agrandissement, la Compagnie de Paris à Strasbourg étant devenue la Compagnie des chemins de fer de l'Est.
La gare de l'Est connait d'importantes transformations en 1885, puis en 1900 et entre 1926 et 1931, elle est dédoublée (et passe de 20 voies à 30 voies) sur les plans de l'architecte en chef de la Compagnie des chemins de fer de l'Est, Jules Bernaut,,,, prenant sa physionomie actuelle.

### La prison, les hôpitaux

#### Saint-Lazare, prison puis hôpital puis médiathèque

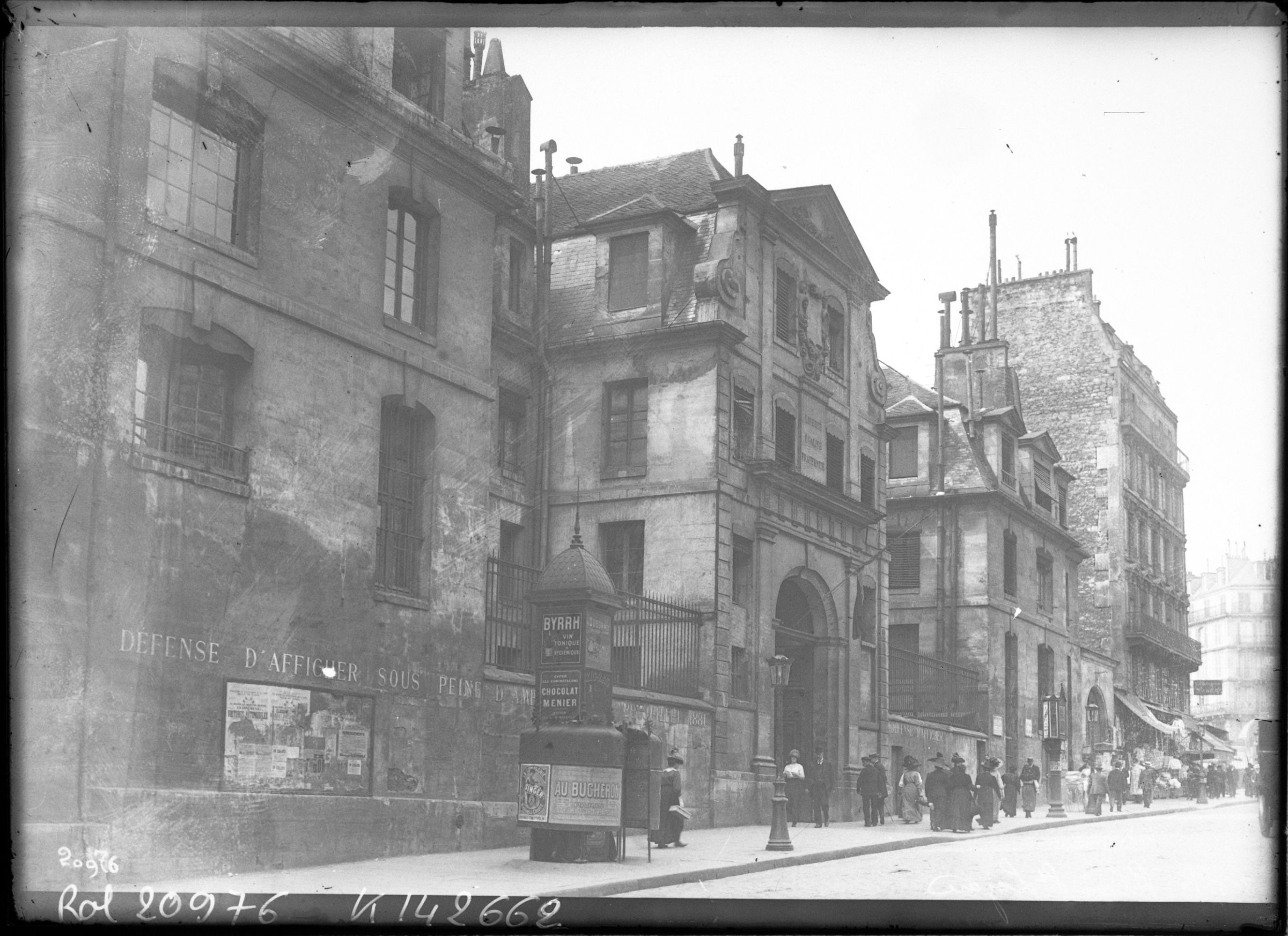
Prison Saint-Lazare, 1912.

L’ancienne prison Saint-Lazare est transformée dans les années 1830.

« On nous prie d'annoncer, et nous le faisons avec plaisir, que la maison de Saint-Lazare, au faubourg Saint-Denis, possède encore aujourd'hui, et très-intacte, la chambre où est mort saint Vincent de Paul, le 27 septembre 1660. Le directeur actuel de la prison a eu la louable et pieuse pensée de convertir cette chambre en un sanctuaire, afin d'y conserver à perpétuité, au milieu de ses filles adoptives (les pauvres recluses de cette maison), la vivante image du patron des affligés et de l'un des plus illustres bienfaiteurs de l'humanité (...) »

— Librairie Ecclésiastique d'adrien le clere et cie, 1851, L'Ami de la religion, Volume 153
À l'occasion de la démolition de l'église Saint-Lazare en 1823, l’administration pénitentiaire entreprend de réorganiser l’ensemble des bâtiments et l'ancien édifice de la prison est rasé vers 1824, la construction de la nouvelle chapelle et de l’infirmerie est alors confiée à Louis-Pierre Baltard par le comte de Chabrol, préfet de la Seine.
L'architecte y construit en 1834 l'« infirmerie spéciale », pour soigner les femmes de la prison Saint-Lazare, qui deviendra vers 1930 la maison de santé Saint-Lazare et continuera de fonctionner comme lieu de traitement pour femmes jusqu'en 1955 alors que l'ancienne prison est démolie vers 1935.
En 1913, les anciennes cryptes existaient toujours,, elles feront l'objet d'une demande de classement, en 1971 le parking souterrain Magenta Alban Satragne occupera l'espace.
Vers 1960, la préfecture cesse d'administrer l'hôpital qui dépendra alors de l'Assistance publique, cela sera l'hôpital Saint-Lazare, qui dépendra du groupe hospitalier Lariboisière - Fernand-Widal - Saint-Lazare.
L'hôpital Saint-Lazare fermera définitivement fin 1998. Il ne reste actuellement de la prison et de l'hôpital Saint-Lazare que l'infirmerie et la chapelle construites toutes deux par Louis-Pierre Baltard en 1834 et dont les bâtiments ont été restaurés en 1931 par Gaston Lefol. 
L’ancien hôpital Saint-Lazare formait un îlot délimité par la rue du Faubourg-Saint-Denis, la rue de Paradis, la rue de Chabrol et la rue d’Hauteville.

#### Lariboisière

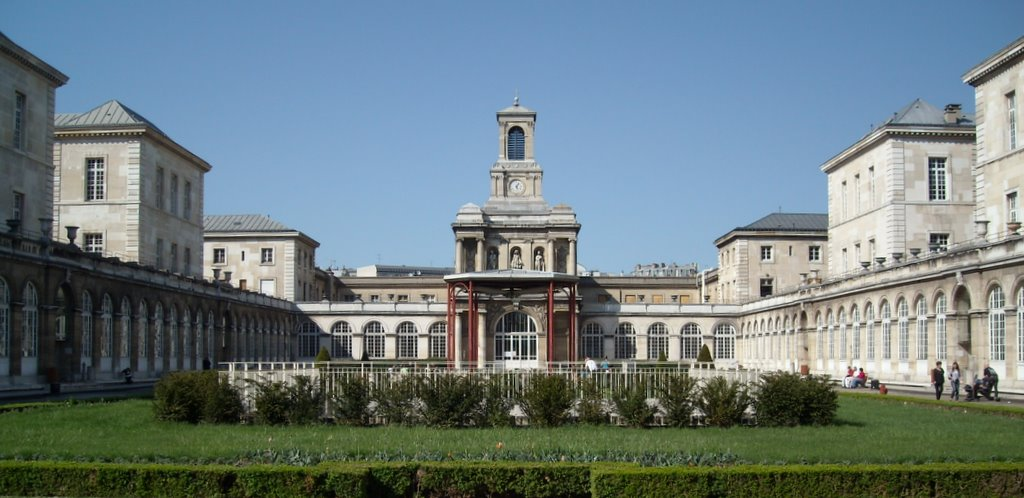
Cour de l'hôpital Lariboisière, 2009.

La décision de construire rapidement un hôpital pour les habitants des faubourgs de la rive droite de Paris avait été prise dès 1832 à la suite de l'épidémie de choléra.
Du fait de nombreuses controverses autour de différents projets, les travaux de l'hôpital du Nord ne commenceront qu'en 1846, sous la direction de l'architecte Martin-Pierre Gauthier, il ouvrira en 1854 sous le nom d'hôpital de Lariboisière à la suite du legs laissé par la comtesse Élisa de Lariboisière en 1851.
Il est construit en grande partie sur les anciens terrains du clos Saint-Lazare et de son ancienne dépendance du clos Saint-Charles.

### Les ateliers, magasins, le marché, les services
Plusieurs ateliers et magasins de vente vont s'installer au XIXe siècle sur les terrains de l'ancien enclos Saint-Lazare.

#### La fonderie
En 1820, Étienne Calla, mécanicien, élève de Jacques de Vaucanson, installe une fonderie au no 92 de la rue du Faubourg-Poissonnière. C'est la maison Calla qui réalisera les fontes ornementales de l'église Saint-Vincent-de-Paul à la demande de Jacques Hittorff. La fonderie Calla déménagera au nord de l'enclos Saint-Lazare, à La Chapelle, en 1849.

#### Cristalleries et faïenceries

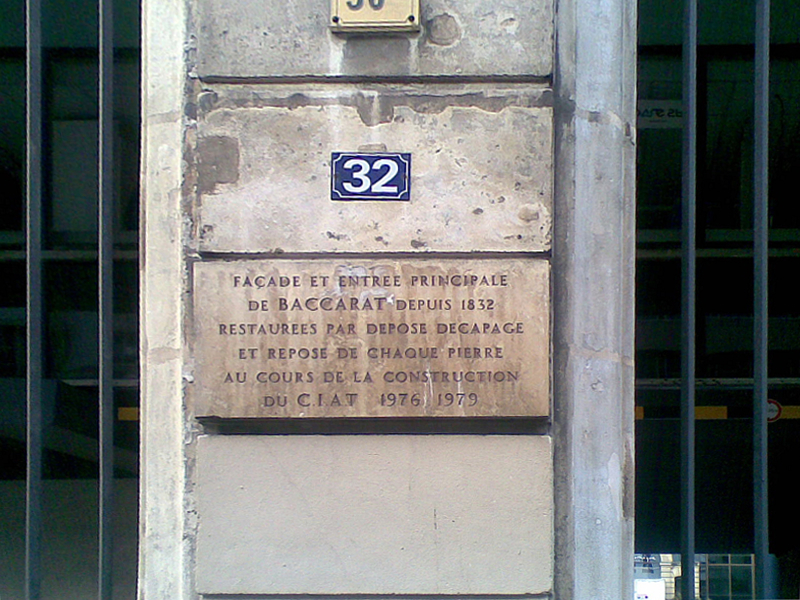
Plaque Baccarat, rue de Paradis, 2010.

Vers 1831, Baccarat, la Compagnie des Cristalleries de Saint Louis et deux autres verriers, Choisy-le-Roi et Bercy, chargent une maison parisienne, « Barbier, Launay et Cie » puis « Launay Hautin et Cie », sise au no 30 ou 30bis de la rue de Paradis-Poissonnière, actuelle rue de Paradis, de la distribution de leurs produits. Vers 1850, Baccarat et la Compagnie des Cristalleries de Saint Louis reprennent seuls les locaux, dont il ne reste aujourd'hui que la façade sur rue, datée de 1832. La Compagnie des Cristalleries de Saint Louis y place un dépôt tout comme la maison Baccarat qui y installe aussi un atelier de bronze. La maison Baccarat y comptait 246 employés en 1899. Ce bâtiment deviendra par la suite musée Baccarat jusqu'en 2003 et hébergera un temps la Pinacothèque de Paris à partir de 2003. D'après la borne historique apposée par la ville de Paris s'élevait au XIXe siècle à cet emplacement un relais de poste pour les « diligences de l'Est de la France ».
En 1889, les faïenceries de Choisy-le-Roi, maison Hippolyte Boulenger, font construire par les architectes Georges Jacotin et Ernest Brunnarius leur magasin et nouveau siège rue de Paradis-Poissonnière, actuelle rue de Paradis, au no 18, le bâtiment est inscrit au titre des monuments historiques et deviendra en 1978 musée de l'Affiche puis en 1982 musée de la Publicité avant de déménager en 1990. Une borne historique a été apposée par la ville de Paris. Depuis 2011, le bâtiment abrite le Manoir de Paris.

#### Chaussures fines

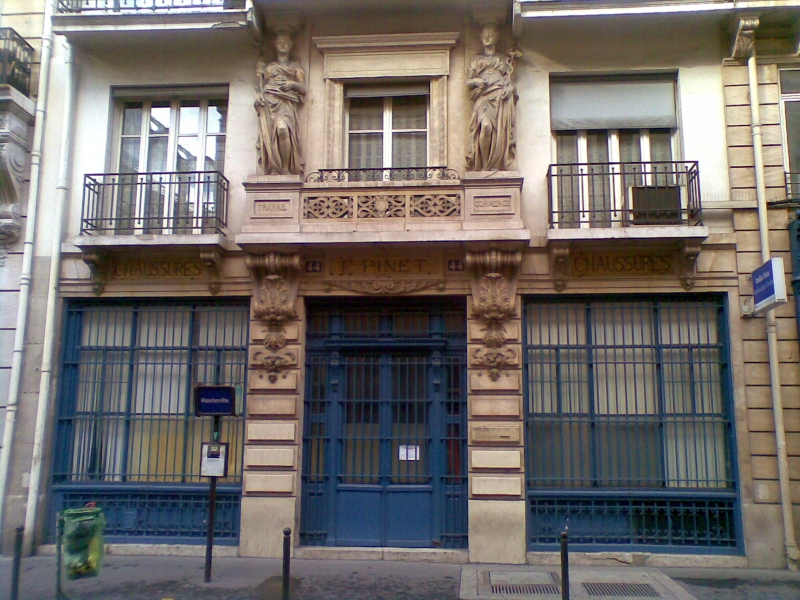
Maison Pinet, 44 rue de Paradis, 2010.

En 1865, la prestigieuse maison François Pinet est fondée au no 44 de la rue de Paradis, magasin et atelier de fabrication de « Chaussures fines cousues pour dames, filles, fillettes et enfants ».
On peut encore lire sur la façade de l'immeuble « CHAUSSURES - F PINET - CHAUSSURES » en mosaïque au-dessus de la porte. 
C'est François Pinet qui aurait conçu les plans de l'immeuble de la maison Pinet mais sur le bâtiment actuel il est noté « 1886 Architecte R Gravereaux ». 
Les deux cariatides qui ornent le bâtiment sont l'œuvre du sculpteur Léon Perrey, celle de gauche est une allégorie du travail et celle de droite du commerce.
Pas de borne historique de la ville de Paris.

#### Le premier et deuxième marché

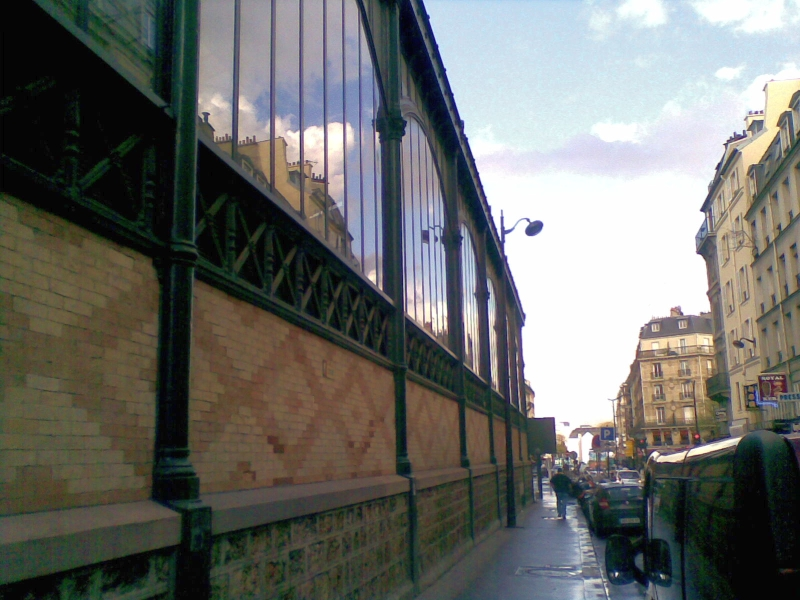
Rue de Chabrol et marché Saint-Quentin, 2010.

Le marché Saint-Laurent, dit « marché de comestibles et foire perpétuelle Saint-Laurent », est construit en 1835-1836 sur l'emplacement de l'ancienne foire Saint-Laurent, entre la Rue Saint-Laurent et la rue Neuve-Chabrol, cette dernière devenue la rue du 8-Mai-1945, par l'architecte Philippon, ce dernier publie à cette occasion une brochure in-quarto de 8 pages intitulé « marché de comestibles et foire perpétuelle Saint-Laurent ».
Cet établissement, inauguré le 9 août 1836, se composait d'un corps de halle de 43 m de longueur sur 14 m de largeur.
Ce marché ne survivra pas au percement du boulevard de Strasbourg vers 1852.
Il sera remplacé, un peu plus au nord-ouest, à l'angle de la rue de Chabrol et du boulevard de Magenta, par la halle actuelle, le marché Saint-Quentin, édifié en 1866.

#### Les autres aménagements

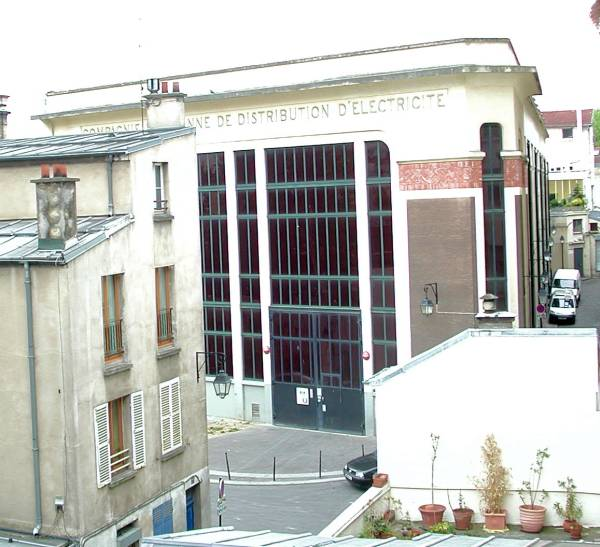
Poste de la CPDE, 2009.

À l'emplacement de l'ancienne prison Saint-Lazare et des anciens terrains du clos Saint-Lazare ont également été créés, par ordre chronologique :
Un poste de l'ancienne Compagnie parisienne de distribution d'électricité, construit vers 1924-1926 dans la cour de la Ferme Saint-Lazare, toujours en activité.
La crèche Paul-Strauss, dite crèche Alban-Satragne, construite vers 1938-1955 par l'architecte Gaston Lefol, aux nos  3 à 5 square Alban-Satragne, façades en brique rouge, œils-de-bœuf, ensemble restructuré en 1990 par l'architecte Emmanuelle Colboc.
Le square Alban-Satragne, d'une surface de 3 400 mètres carrés, créé en 1963 par la Ville de Paris sur une partie de l'ancienne prison Saint-Lazare.
Le bureau de poste Paris-Magenta (les travaux sont encore en cours en 1962).
Le parking souterrain Magenta Alban Satragne construit en 1971.

## La restructuration récente du site de l'hôpital Saint-Lazare

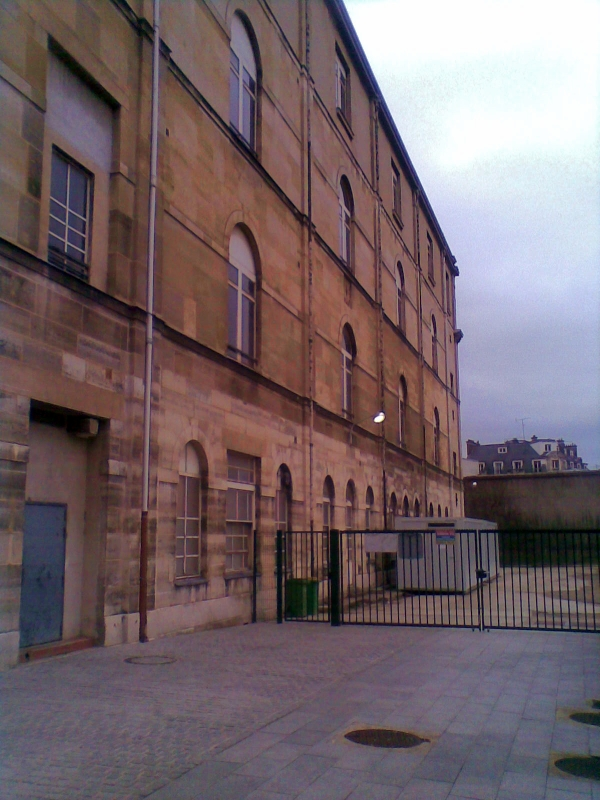
Site de l'ancien hôpital Saint-Lazare, le « carré historique », 2010.

Après le départ de l'assistance publique, un vaste projet de réaménagement de cet îlot, délimité par la rue du Faubourg-Saint-Denis, la rue de Paradis, la rue de Chabrol et la rue d’Hauteville, a été initié à partir de 1999 par la Ville de Paris : réalisation d'équipements culturels, sportifs et scolaires, mise en valeur des bâtiments historiques et création d'un parc paysager,,,.
Une partie des aménagements réalisés ou en projet ont été confiés à l'atelier d’architecture Canal (architectes Patrick Rubin et Annie Le Bot).
Par arrêté municipal du 1er février 2008, l'ancienne voie V/10, entre le square Alban-Satragne et la cour de la Ferme-Saint-Lazare, est nommée rue Léon-Schwartzenberg.

### Les aménagements réalisés
- École maternelle Léon-Schwartzenberg au no 11 de la nouvelle rue Léon-Schwartzenberg
- Halte crèche « Carré Saint-Lazare » dans le carré historique au no 6 de la nouvelle rue Léon-Schwartzenberg
- Centre social et culturel « Le Pari's des faubourgs » au no 12 de la nouvelle rue Léon-Schwartzenberg
- Gymnase Marie Paradis au n°5 rue Léon-Schwartzenberg achevé en 2013
- Médiathèque Françoise-Sagan au n°8 rue Léon-Schwartzenberg ouverte en 2015[112]

## Saint-Lazare dans la culture
Saint-Lazare, hôpital, prison ou quartier, apparaît dans différentes œuvres littéraires.
- Dans Manon Lescaut (qui se situe dans les années 1720), c'est à Saint-Lazare qu'est interné des Grieux après sa première arrestation, et dont il s'évadera.
- Giacomo Casanova, dans l'Histoire de ma vie, lors de son séjour à Paris en 1759, parle de sa « campagne de Saint-Lazare », où il peut passer du temps seul et donner des soupers, sans la localiser plus précisément.
- Une chanson d'Aristide Bruant, interprétée notamment par Eugénie Buffet et Parabellum (groupe) s'intitule À Saint-Lazare.